# Pontiac Fiero
Pontiac Fiero — спортивный автомобиль среднемоторной компоновки, выпускавшийся отделением Pontiac компании General Motors с 1983 по 1988 гг. Pontiac Fiero стал первым серийно выпускаемым в США спортивным автомобилем среднемоторной компоновки.
Всего за пять лет производства было выпущено 370 168 автомобилей.
Опытные экземпляры машины под названием P-car впервые были продемонстрированы прессе в конце 1982 года.
В конструкции были использованы некоторые необычные для того времени технологии. К примеру, все внешние панели кузова изготавливались из пластика, отлитого под давлением. Крепились они к стальному каркасу кузова, который был оцинкован методом горячего цинкования.
Модель пользовалась большой популярностью у создателей репликаров, в качестве базы для переделки в копии среднемоторных суперкаров.

## Годы выпуска

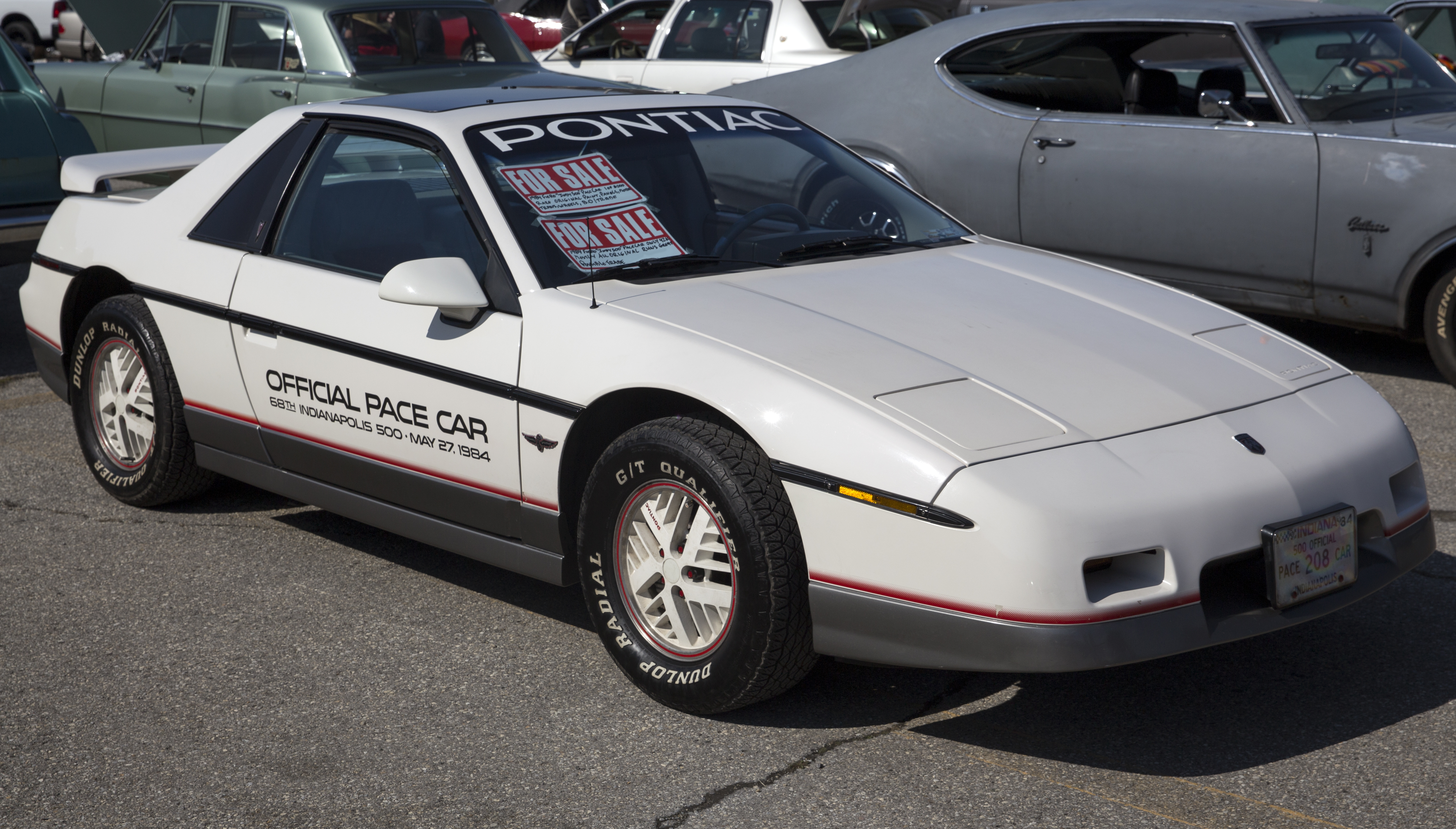
Pontiac Fiero 1984 года, официальный пейс-кар гонки 500 миль Индианаполиса 1984

### 1983—1984
При начале производства Fiero были оснащены 4-цилиндровым двигателем Iron Duke объёмом 2.5 литра с инжектором, который выдавал 92 л. с. Двигатель агрегатировался с 4-ступенчатой механической КПП.
В 1984 году Fiero был выбран официальным пейс-каром гонки 500 миль Индианаполиса, в честь этого события была выпущена ограниченная серия из 2000 машин в комплектации Indy Pace Car, отличавшихся оформлением переднего и заднего бамперов, юбками и наличием спойлера. При этом пейс-кар обладал рядом деталей которые так и не стали доступны покупателям ограниченной серии — рядным четырёхцилиндровым двигателем SD4 SuperDuty 2.7 л. (232 л. с.), оригинальными дисками Center Line (размерности 16x7 спереди, 16x8 сзади), а также воздухозаборником необычной формы.
Позже некоторые детали оформления кузова версии Indy стали использоваться в модификациях GT.

### 1985
В 1985 году выходят Fiero SE 2m6 и GT, оснащенные двигателем L44 — V6 2.8 л. 142 л. с. и механической 4-ступенчатой КПП Muncie. Начиная с 1985 г. модели с 4-цилиндровым двигателем оснащались 5-ступенчатой коробкой передач Isuzu.

### 1986
В 1986 году выходит Fiero с кузовом фастбэк. С этого года все Fiero GT идут с кузовом фастбек. Данная модель отличается оформлением задней части кузова (задние крылья с перемычкой крыши, задний капот, задняя оптика). Также в конце года на Фиеро с двигателем V6 появляется 5-ступенчатая МКПП Getrag 282.

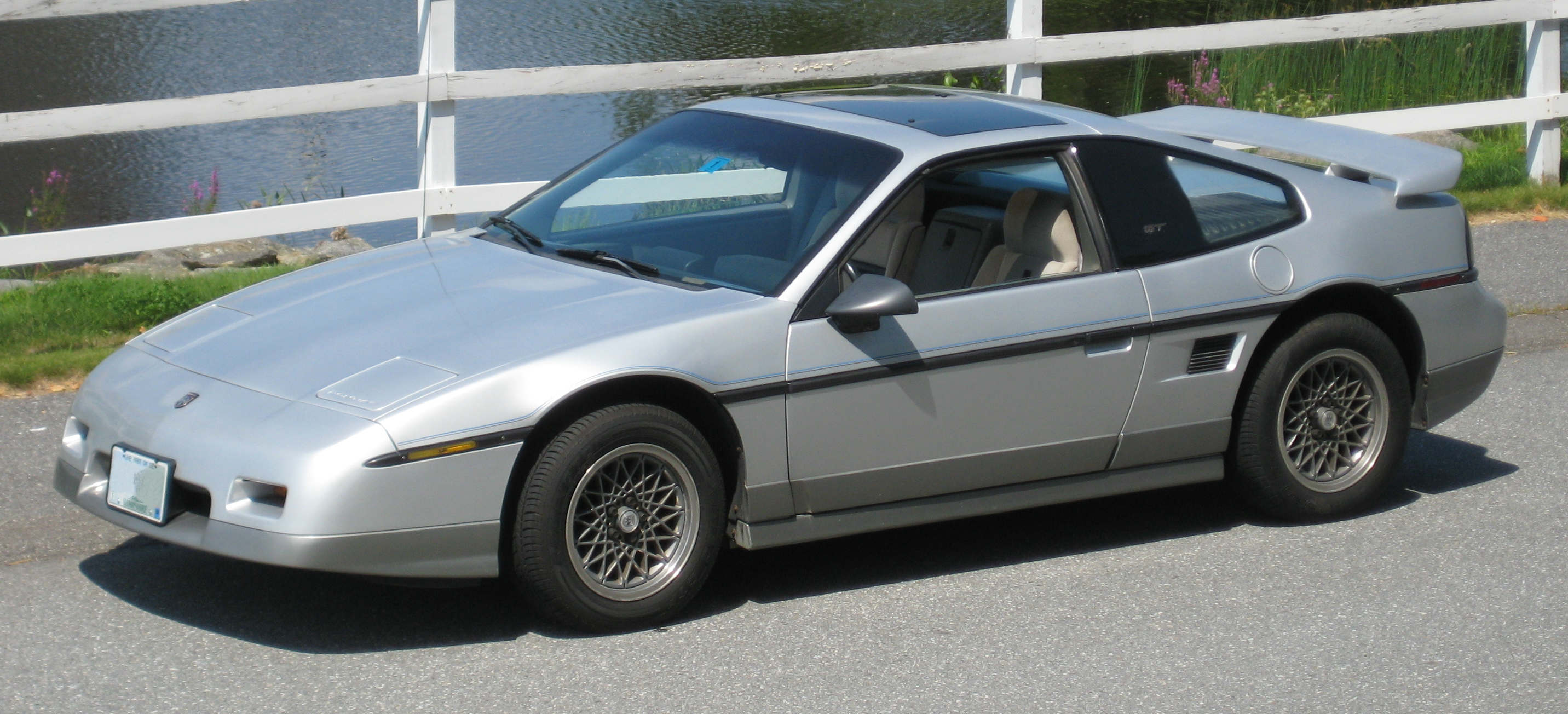
Pontiac Fiero GT 1987 года с кузовом фастбэк

### 1987
В 1987 году базовые модели получили новые бампера, а мощность 4-цилиндрового двигателя была увеличена до 98 л. с.

### 1988

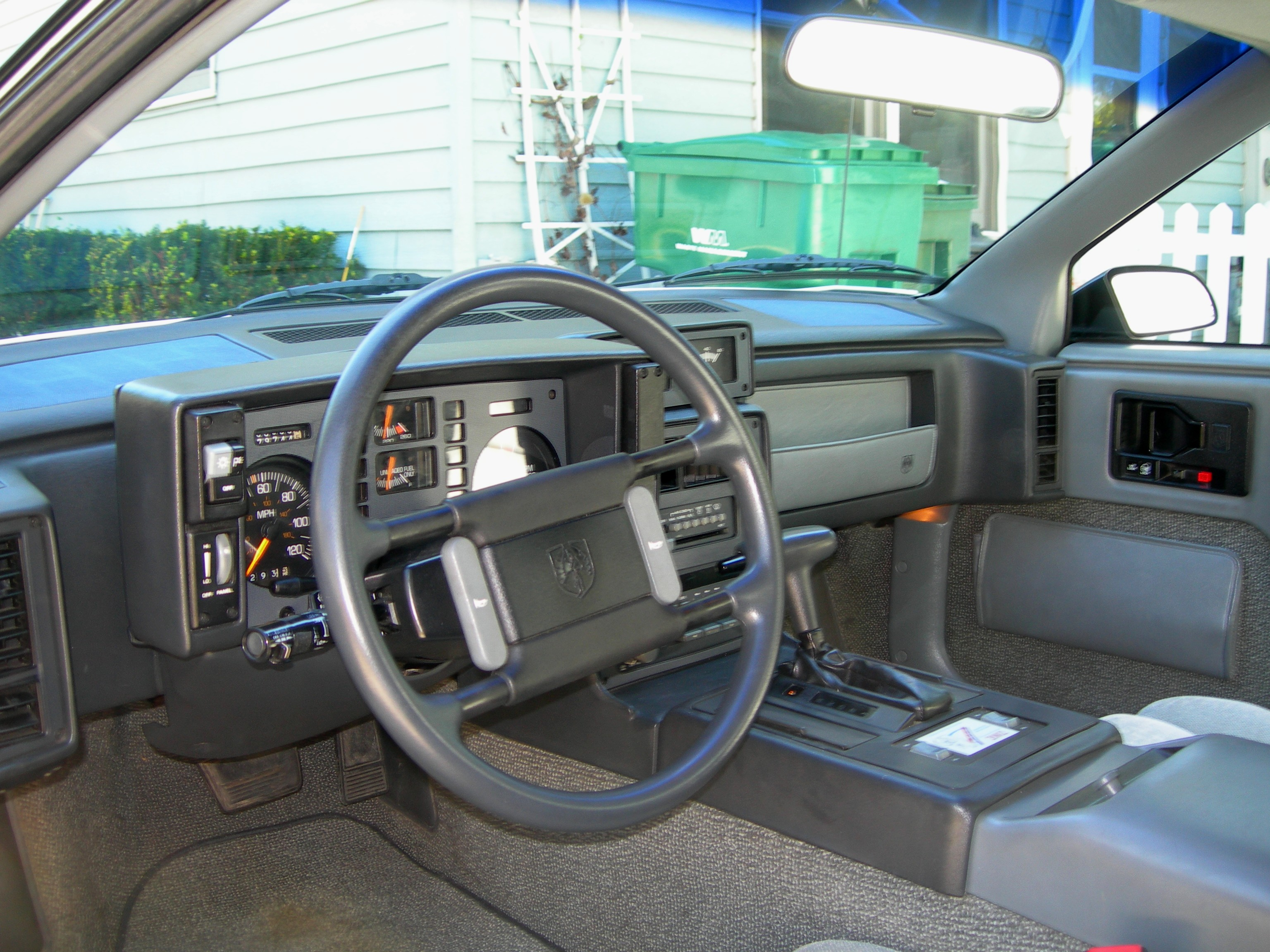
Интерьер Pontiac Fiero Formula 1988 года

В финальный год своего присутствия на рынке Fiero получил совершенно новую подвеску WS6. В её основу были положены наработки спортивной команды Pontiac. Также машины оснащались более широкими колесными дисками 15х6 дюймов спереди и 15х7 сзади, что положительно сказалось на управляемости. В довершение машина была оснащена новой тормозной системой с вентилируемыми дисками на всех четырёх колесах и новыми суппортами.
Также появилась модификация Formula — большинство опций модификации GT в обычном кузове Notchback.
Новая подвеска, тормоза, рулевое управление, улучшения двигателей — все это вывело Фиеро на новый уровень по сравнению с моделью 1984 года, в адрес которой было много критики, особенно на опасное поведение машины при манёврах на высоких скоростях. Также только в этом году выпускались Фиеро окрашенные в жёлтый цвет.

## Проблемы с пожарной безопасностью и надёжностью
Модель запомнилась проблемами с надежностью множества узлов и агрегатов. А в подкапотном отсеке порой начинались пожары из-за нагрева двигателя даже при обычной городской езде. В ряде случаев это закончилось гибелью людей. General Motors скрывал проблему, пока она в итоге не стала достоянием общественности, а правительственная организация NHTSA даже провела специальное расследование по данной ситуации, которое выяснило, что причиной возникающих пожаров могла быть утечка масла из двигателя, которое попадая на раскалённый силовой агрегат загоралось, провоцируя пожар. Закончилось всё тем, что под гарантийный отзыв попали все выпущенные Pontiac Fiero. В итоге продажи модели быстро упали, машина продержалась на конвейере всего пять лет.